# Cuts
Cuts is een gemeente in het Franse departement Oise (regio Hauts-de-France). De plaats maakt deel uit van het arrondissement Compiègne. Cuts telde op 1 januari 2022 955 inwoners.

## Geografie
De oppervlakte van Cuts bedroeg op 1 januari 2022 10,78 vierkante kilometer; de bevolkingsdichtheid was toen 88,6 inwoners per km².

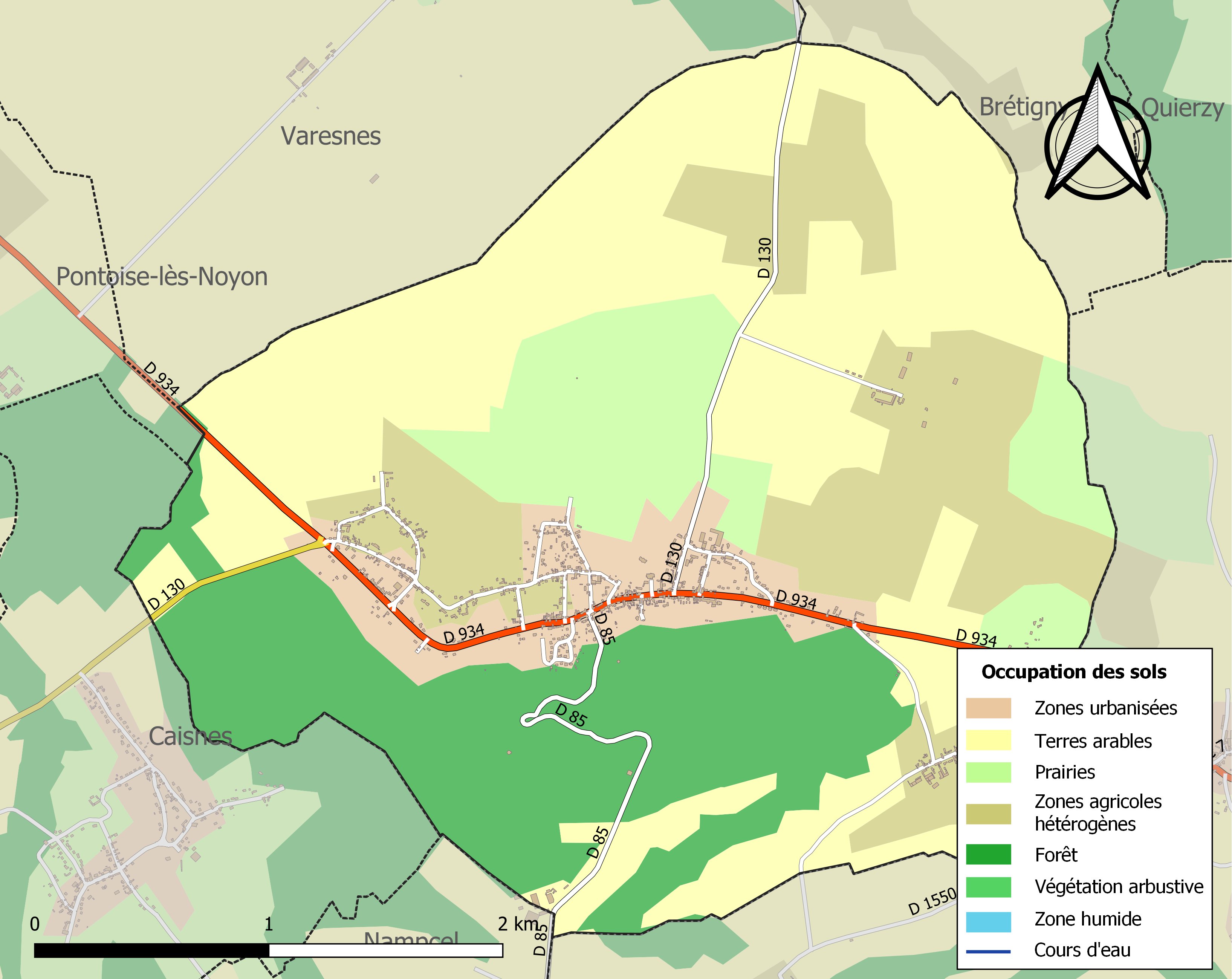
Kaart van de gemeente met belangrijkste infrastructuur, bodemgebruik en omliggende gemeenten

## Demografie
Onderstaande figuur toont het verloop van het inwonertal (bron: INSEE-tellingen).

## Geboren
- Petrus Ramus (1515-1572), filosoof